# 倚松庵
倚松庵（いしょうあん）は、兵庫県神戸市東灘区に建つ歴史的建造物。文豪谷崎潤一郎の旧居。ここで執筆された代表作にちなんで「『細雪』の家」とも呼ばれる。庵号は夫人の名前「松子」に因む。
1929年（昭和4年）に当時の武庫郡住吉村反高林1876-203に建てられた和風木造建築で、谷崎潤一郎は1936年11月から1943年11月まで居住した。なお、谷崎が居住した時期の家主は極東選手権競技大会サッカー日本代表の後藤靱雄であった。
1986年に、倚松庵が所在する住吉川畔に神戸新交通六甲アイランド線の橋脚建設計画が持ち上がると、専門家から計画敷地の脆弱性の指摘があったほか、美しい景観が破壊されるとして住民訴訟が行われたが、1990年（平成2年）に神戸市は建設を強行し、倚松庵は同じ東灘区内の現在地に移築された。これにより倚松庵周辺の景観は本来とは違うものになったものの、5年後に兵庫県南部地震が起きた際には専門家の指摘どおりアイランド線の橋脚は損壊したが、移築していた倚松庵は損壊を免れた。
「倚松庵」と呼ばれる家は6軒あったが、一般的に「倚松庵」といえば、谷崎の居住期間の長さからこの旧居を指す。

## 館内
- 1階― 応接間（洋間）、西の部屋（洋間）、和室、和室、風呂、台所
- 2階― 「幸子の部屋」（『細雪』に登場する二女“幸子”＝松子夫人＝の部屋） 、「悦子の部屋」、「こいさんの部屋」（全て和室）

## 建築概要
- 竣工 - 1929年8月（1990年7月に現在地に移築）
- 構造 - 木造瓦葺二階建
- 延床面積 - 148.92m2（1階95.45m2、2階53.47m2）
- 敷地面積 - 440.79m2
- 所在地 - 〒658-0052 兵庫県神戸市東灘区住吉東町1-6-50
- 建築当時は今の六甲ライナー魚崎駅付近に存在した。当線建設に伴い現地に移築された。

## 利用情報
- 開館時間 - 10:00～16:00
- 開館日 - 土曜日、日曜日（年末年始は休館）
- 入館料 - 無料
- 月2回（不定期）土曜の午後2時・3時 - 武庫川女子大学教授たつみ都志・武庫川学院教諭栗田朋子による解説がある（約30分間、無料）

## 交通アクセス
- 魚崎駅（六甲ライナー）徒歩2分
- 魚崎駅（阪神本線）徒歩6分
- 住吉駅 (JR西日本・神戸新交通)徒歩12分

## 周辺情報
- 白鶴美術館
- 香雪美術館
- 世良美術館
- 豊雲記念館
- 灘中学校・高等学校
- 住吉川